# Mezinárodní československá genealogická společnost
Czechoslovak Genealogical Society International (CGSI, česky Mezinárodní československá genealogická společnost) je nezisková dobrovolnická organizace, která se věnuje propagaci genealogického výzkumu a zájmu o odkaz předků mezi potomky etnických skupin bývalého Československa (Čechy, Moravany, Slezany, českými Němci, Slováky, slovenskými Maďary, Rusíny a českými a slovenskými Židy). Byla založena v roce 1988 a sídlí ve městě St. Paul ve státě Minnesota v USA. CGSI je nejstarší a největší společností svého druhu. Má přibližně 3 000 členů, zejména ve Spojených státech amerických, v Kanadě, v Česku a na Slovensku. Než byla v roce 1991 zaregistrována jako samostatná společnost, působila pod názvem Czechoslovak Genealogical Society (Československá genealogická společnost) jako součást Minnesota Genealogical Society (Genealogické společnosti v Minnesotě).
Knihovna provozovaná CGSI ve městě Mendota Heights v Minnesotě nabízí množství zdrojů pro genealogické bádání a společnost vydává též čtvrtletník Naše rodina (nazvaný takto česky). Mezi další aktivity CGSI patří organizace seminářů a workshopů a jednou za dva roky se konající genealogické konference, kterých se účastní několik stovek lidí. Tuto konferenci obvykle hostí krajané ve Spojených státech, ovšem v roce 2005 se výjimečně konala v Bratislavě a Praze s podtitulem "Back to the Homeland" („Zpět do vlasti“).
V dubnu 1999 obdržel předseda CGSI Dave Pavelka od tehdejšího prezidenta České republiky Václava Havla stříbrnou pamětní medaili oceňující práci společnosti na udržování české kultury.
Dalšími českoamerickými genealogickými společnostmi jsou Czech and Slovak American Genealogy Society of Illinois (CSAGSI, Česká a slovenská americká genealogická společnost v Illinois), Czech and Slovak Genealogical Society of Arizona (CSGSA, Česká a slovenská genealogická společnost v Arizoně) a Texas Czech Genealogical Society (Genealogická společnost texaských Čechů).